# Оркестар Душан Сковран
Београдски гудачки оркестар „Душан Сковран” је најстарији и најпознатији српски гудачки оркестар, ансамбл са највише остварених међународних наступа и турнеја на којима је увек био поздрављан аплаузима публике и похвалним рецензијама критике. Висок квалитет извођења, бриљантан виртуозитет и способност за непосредну комуникацију са слушаоцима, као и лична посвећеност сваког музичара заједничком звуку остале су константне вредности ансамбла, потврђиване и усавршаване пред бројном публиком у земљи и свету. Једна од великих вредности оркестра је и чињеница да је сваки његов члан првокласан камерни музичар, способан да са својим ансамблом наступи и у улози солисте.
Оркестар је у иностранству свирао у преко 400 градова, у Великој Британији, Француској, Белгији, Данској, Италији, Пољској, Русији, Мађарској, Чехословачкој, Бугарској, Грчкој, Турској, Сједињеним Америчким Државама, Кини, Холандији, Словенији, Хрватској, Босни и Херцеговини и Шпанији, где су сви концерти били праћени похвалама критике.
Оркестар је наступао на фестивалима као што су: Фестивал града Лондона (City of London Festival), Прашко пролеће, Абердински фестивал, Истамбулски фестивал, Фестивал Пабло Руиз Пикасо у Малаги, БЕМУС, Загребачко бијенале, Дубровачки фестивал, Охридско лето, Међународни музички фестивал на Санторинију, Фестивал Европа у Санкт Петерсбургу, Челтенем фестивал, фестивали у Француској (Festival du Vigan, Festival international de l'Abbaye de Sylvanès) и Енглеској (St. Albans festival, Jordans Festival, Buxton Festiival итд.), Трибина савременог југословенског стваралаштва у Опатији, Фестивал града Владимира (Русија), Бодрум Фестивал и фестивал у Сапанци (Турска), Билбао музички фестивал (Шпанија), Међународна трибина композитора у Београду и други.
Ансамбл је познат у својој домовини као Београдски гудачки оркестар „Душан Сковран” како су га назвали његови чланови гестом пијетета и поштовања према свом оснивачу и првом диригенту, покојном проф. Душану Сковрану, који је 1965. формирао овај оркестар од најбољих студената гудачког одсека Музичке академије у Београду (данас Факултет музичке уметности). Оркестар постаје професионални оркестар од 1980. године. После смрти проф.Сковрана, са оркестром наставља да ради проф. Александар Павловић, а Обрад Недељковић постаје музички директор оркестра 2003. године.
Осим широког репертоара који покрива период од раног барока до савремене музике, оркестар је премијерно извео преко 70 композиција домаћих аутора које су посвећене управо њему.
БГО „Душан Сковран” је сарађивао са многим великим уметницима свога доба међу којима су и Шломо Минц, Дмитри Ситковецки, Најџел Кенеди, Ирена Графенауер, Сретен Крстић, Кристофер Ворен Грин, Жерар Косе, Жан Пјер Рампал, Роналд Золман, Кендал Тејлор, Фабрис Пјер, Идил Бирет, Николај Петров, Џереми Мењухин, Еразмо Гаудиомонте, Кристијан Ганш, Константин Орбелијан, Ксенија Јанковић, Кристијан Ларде, Ола Руднер, Летиција Белмондо, Дејвид Стрејнџ, Клаудио Вандели, Франсис Орвал, Леонид Кузмин, Костас Коциолис, Катарина Јовановић, Филип Пиерло, Мартин Хил, Џемс Џад, Сузан Дрејк, Владимир Чернушенко, Луиз Хопкинс, Луц Келер, Алексис Галперин, Софи Лангдон, Стефан Миленковић, Иштван Варга, Патрик Месина, Александар Ситковецки, Кенет Џин, Ајле Асоњи, Жан Луи Агенауер, Томас Каптен, Андрес Каљусте, Маја Богдановић, Матеја Маринковић, Пјер Анри Ксереб, Џана Гирмен, Аника Вавић, Александер Волкер, Анатолиј Винокуров, Снежана Савичић,Феликс Ренгли, Рјоко Јано, Женевијев Летанг, Елена Поповска, Франк Фонkуберт, Моника Лесковар, Леонид Горохов, Ђорђо ди Ђорђи, Јордан Дафов, Милан Карановић, Фабрицио Фициур, Конрад Фан Алфен, Валтер Кобера, Данијеле Молес, Паскал Гале, Ловро Погорелић, Мојца Злобко Вајгл, Денис Шаповалов, Гавријел Липкинд итд.
Београдски гудачки оркестар „Душан Сковран” је добитник Октобарске награде Београда 1978. и 1991. Такође је многоструки добитник Специјалне награде Београда за најбољи концертни наступ у сезони, као и бројних награда Удружења композитора Србије и домаћих Радио и ТВ кућа.